# Karla van der Boon
Karla Irene Plugge-van der Boon (Zaandam, 9 oktober 1968) is een voormalige Nederlandse waterpolokeepster.
Met het Nederlandse team  werd Karla Plugge-van der Boon wereldkampioen in 1991 en nam eenmaal deel aan de Olympische Spelen, in 2000. Ze eindigde met het Nederlands team op de vierde plaats.
Gillian van den Berg · 
Karla van der Boon · 
Hellen Boering · 
Daniëlle de Bruijn · 
Edmée Hiemstra · 
Karin Kuipers · 
Ingrid Leijendekker · 
Patricia Libregts · 
Mirjam Overdam · 
Heleen Peerenboom · 
Carla Quint · 
Marjan op den Velde · 
Ellen van der Weijden-Bast